# Montserrado County
Montserrado County ist eine Verwaltungsregion (County) in Liberia, sie hat eine Größe von 1 909 km² und besaß bei der letzten Volkszählung (2022)  1.920.965 Einwohner.
Die Verwaltungsregion untergliedert sich in fünf Distrikte. Die liberianische Hauptstadt Monrovia ist die größte Stadt des Countys und besitzt einen Sonderstatus. Bensonville ist die Hauptstadt des Countys und liegt im gleichnamigen Distrikt.
| Distrikt         | Ew. (2008) männlich | Ew. (2008) weiblich | Ew. (2008) Gesamt |
| ---------------- | ------------------- | ------------------- | ----------------- |
| Careysburg       | 15.048              | 14.664              | 29.712            |
| Commonwealth     | 5.752               | 6.124               | 11.876            |
| Greater Monrovia | 476.473             | 494.351             | 970.824           |
| St.Paul River    | 34.981              | 36.850              | 71.831            |
| Todee            | 17.479              | 16.519              | 33.998            |
| Montserrado      | 549.733             | 568.508             | 1.118.241         |

Zu den bemerkenswerten Orten gehören: Arthington, Brewerville, Careysburg,  Clay-Ashland, Crozerville, Dixville, Millsburg und Virginia.
Montserrado liegt an der Atlantikküste.
Auf der Flagge von Montserrado ist in der Mitte zwischen dunkelblauem und rotem Grund eine Insel mit zwei Bäumen und einem Haus abgebildet. Dies weist darauf hin, dass auf Providence Island in Montserrado alte und neue Kulturen (einheimische Volksgruppen und die aus Nordamerika gekommenen ehemaligen Sklaven, siehe auch Volksgruppen in Liberia) aufeinander trafen.

## Politik
Bei den 2005 durchgeführten ersten demokratischen Senatswahlen nach dem Bürgerkrieg wurde Joyce Musu Freeman von der CDC  gewählt. Frau Geraldine Doe-Sheriff, ebenfalls  von der CDC, erhielt ihren Senatssitz 2009 im Rahmen einer Nachwahl.